# Арапов, Георгий Константинович
Георгий Константинович Арапов (род. 11 сентября 1999, Нор-Ачин, Котайкская область, Республика Армения) — российский политический деятель, самый молодой депутат Государственной думы Федерального собрания Российской Федерации VIII созыва (с 2021 года).

## Биография
Георгий Арапов родился 11 сентября 1999 года в городе Нор-Ачин, Республика Армения. Через год после рождения Георгия его семья переехала в Москву. В 2021 году Арапов окончил Российский экономический университет имени Г. В. Плеханова, стал руководителем регионального отделения партии «Новые люди» в Иркутской области. 
19 сентября 2021 года избран депутатом  Государственной Думы VIII созыва. Стал заместителем председателя думского комитета по экологии, природным ресурсам и охране окружающей среды.

## Семья и личная жизнь
Женат, имеет сына (род. 2025).

## Санкции
25 февраля 2022 года, на фоне вторжения России на Украину, включён в санкционный список Евросоюза, позже оказался под санкциями Великобритании, США, Украины. С 12 октября 2022 года находится под санкциями Новой Зеландии, Швейцарии, Австралии, Японии.